# Hrvati na Novom Zelandu
Hrvati u Novom Zelandu (engl. Croatians in New Zealand, Croatian New Zelanders) su osobe u Novom Zelandu s punim, djelomičnim, ili većinskim hrvatskim podrijetlom, ili u Hrvatskoj rođene osobe s prebivalištem u Novom Zelandu.
Procjenjuje se kako oko 2700 Hrvata živi u Novom Zelandu i to poglavito u Aucklandu i u Northlandu. Broj ljudi koji su hrvatskoga podrijetla u Novome Zealandu procjenjuje se na 70 000 do 100 000. Zbog brzoga govora Māori za Hrvate rabe ime Tarara.

## Povijest
Godine 1858. počelo je, dolaskom Pavla Sebastijana Lupisa, prvo doseljavanje hrvatskoga stanovništva u Novi Zeland. Zabilježeni su veći dolasci od devedesetih god. XIX. st. do kraja Prvoga svjetskoga rata, dvadesetih, tridesetih, od kraja četrdesetih do sedamdesetih te devedesetih god. XX. st. Jedno vrijeme Hrvati su bili zapisivani kao „Austrijanci” dok je Hrvatska bila dio Habsburške Monarhije.
Većina ljudi koji su napustili svoje domove svojedobno, učinili su to zbog lošega gospodarskoga stanja. Najupečatljiviji primjer bila je takozvana „Vinska klauzula” trgovinskoga sporazuma iz 1891. godine između Austo-Ugarske i Italije, koji je bio posebno nepovoljan za hrvatsko vinogradarstvo. Vinskom klauzulom dozvoljen je uvoz jeftinih talijanskih vina uz vrlo povoljne uvjete, a njome je Austro-Ugarska namjeravala kupiti talijansko prijateljstvo odnosno vojno savezništvo. Hrvatska vinska poljoprivreda bila je teško pogođena ovom odlukom bečke vlasti. Sporazum je trajalo dugi niz godina.
U Aucklandu je 1904. utemeljena hrvatska katolička misija. Trenutni voditelj misije (od kolovoza 2024.) je vlč. Danko Bizjak, svećenik Sisačke biskupije.
Nakon Prvoga svjetskog rata stotine tisuća Hrvata napustilo je svoju domovinu zbog straha od odmazde i ukidanja demokracije od jugoslavenskih vlasti. Iseljenici su bili uglavnom ljudi iz seoskih područja, mladi i bez stručnih kvalifikacija.
Tzv. lančana iseljavanja dovodila su do udruženih iseljeničkih skupina, često povezanih obiteljskim vezama, mjestom iseljavanja itd.

## Kultura
U Aucklandu djeluje Folklorni ansambl Kralj Tomislav.

## U popularnoj kulturi
- Do Tarara i Maora, dokumentarac Tatjane Kanceljak (2011.)

## Vanjske poveznice
- Novi Zeland: Hrvatsko iseljeništvo, Hrvatska enciklopedija
- I. Hebrang Grgić, A. Barbarić, Modeli komunikacije hrvatskih iseljenika u Novom Zelandu: Od usmene predaje do društvenih mreža, Medijska istraživanja 1/2020.
- (engl.) Hrvati u Novom Zelandu  Arhivirana inačica izvorne stranice od 15. svibnja 2010. (Wayback Machine)
- (engl.) 150 Years of Croatians in New Zealand  Arhivirana inačica izvorne stranice od 29. siječnja 2016. (Wayback Machine)
- (engl.) Book & Print in New Zealand. A Guide to Print Culture in Aotearoa: Croatian, ur. Penny Griffith, Ross Harvey i Keith Maslen, Victoria University Press, Wellington, 1997.